# اورطی‌تپه
اورطی تپه مربوط به دوره اشکانیان است و در شهرستان شاهرود، بخش میامی، دهستان رضوان، جنوب روستای نام نیک واقع شده و این اثر در تاریخ ۷ اسفند ۱۳۸۶ با شمارهٔ ثبت ۲۱۴۰۹ به‌عنوان یکی از آثار ملی ایران به ثبت رسیده است.